# Postessiv
Postessiv (förkortat: POSTE) är ett grammatiskt kasus som anger positionen bakom någonting.
Kasuset förekommer i nordöstkaukasiska språk som lezginska och aghul. I lezginska markerar suffixet -хъ (-qh) postessiv, när det adderas till ergativkausala substantiv. Detta kasus används numera sällan med sin ursprungliga betydelse "bakom", utan används numera ofta med betydelsen "med" eller "i utbyte".